# Кайзераугст
Кайзераугст (нем. Kaiseraugst) — коммуна в Швейцарии, в кантоне Аргау.
Входит в состав округа Рейнфельден. Население составляет 4980 человек (на 31 декабря 2007 года). Официальный код — 4252.

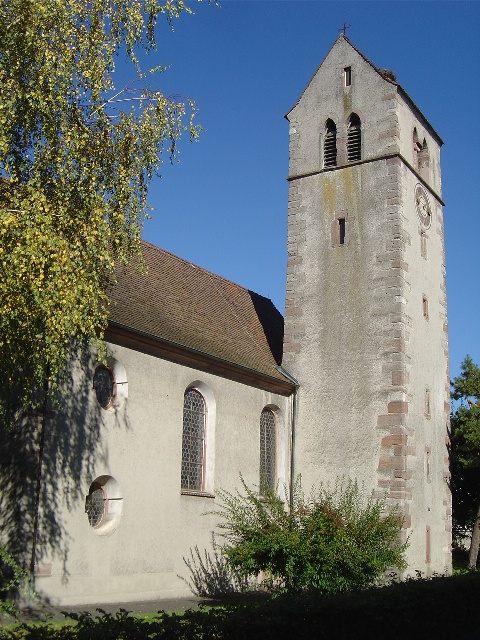